# Артеміс Фаул
Артеміс Фаул ІІ (Artemis Fowl II) — головний герой серії романів Йона Колфера.

## Зовнішність
Дуже худий, неспортивний, аномально блідий підліток. Волосся «кольору воронячого крила». Трикутна форма обличчя. Очі були темно сині, аж поки у книзі «Загублений світ» його око стало карим. Також, у цій книзі пальці на лівій руці (вказівний та середній) помінялись місцями. Його усмішка нагадує усмішку вампіра. Має бездоганний манікюр.

## Характер
Артеміс — надзвичайно розумний та хитрий підліток. Уникає виявів емоцій, має чіткий раціональний розум. Фаул дуже наполегливий, добивається своєї мети будь-якою ціною. Годен збрехати, щоб досягти успіху. Благородний, але до дванадцяти років був жорстоким та аморальним, зневажав людей. Далі, після знайомства з Чарівним Народом, його характер поступово змінюється. Артеміс поступово добрішає, починає вважати, що люди гідні поваги. Як і раніше не терпить сентиментів та лестощів, але його характер робиться м'якшим, він навіть робить добрі справи без винагороди за це. Має досить специфічне почуття гумору.

## Навички та звички
Артеміс дуже обдарований, має найвищий IQ в Європі. Розуміється у всіх областях науки. Може набрати «Втрачений Рай» за двадцять хвилин. Артеміс Фаул амбідекстер, але ліва рука у нього точніша (у Оріона Фаула точніша права рука). З цього можна зробити висновок, що якщо його амбідекстрія у не вроджена, то від природи він лівша. Також, у нього чудовий слух, він неперевершений музикант та композитор. Фаул може говорити на багатьох мовах, в тому числі й на гном'ячій (мові Чарівного Народу). Може читати по губах. Він кваліфікований у виявленні та створенні підробок. Він хороший пілот та добре їздить верхи. Деякий час володів магією, але згодом всю її витратив на лікування матері.

## Стан здоров'я
Артеміс Фаул має легку алергію на пилових кліщів. Також можливо, що у Артеміса синдром Аспергера.
В книзі «Комплекс Атлантиди» Фаул захворів на Комплекс Атлантиди. Нижче наведена цитата з книги.
Комплекс Атлантиди — психоз, розповсюджений серед охоплених почуттям вини злочинця, перший діагноз зроблений доктором Е. Діпесом з «Психічної Клініки Атлантиди». Інші симптоми включають нав'язливу поведінку, параною, маячню, а в крайніх випадках роздвоєння особистості. Доктор Е. Діпес також відомий своїм хітом «I'm in Two Minds About You».
У Артеміса з'явилися всі класичні симптоми: параноя, залежність від числа 5 та страх числа 4 (звучання цього числа схоже на китайське «смерть»). Також, від удару струмом у нього з'явилось альтер-еґо Оріон Фаул. Оріон — добрий і романтичний, але дурнуватий хлопець. Відстав від реальності, тому має середньовічні манери і вживає такі вирази, як «прекрасна леді», «момент пристрасті» (він мав на увазі поцілунок), «благородний кентавр», що дратує його співбесідників. Постійно поривається шукати загадкові родимки та магічні камені, полювати на дракона. Єдиною його ідеєю є «поставити намет та розвести вогнище». Оріон значно спортивніший за Артеміса.